# Podocarpus deflexus
Podocarpus deflexus är en barrträdart som beskrevs av Henry Nicholas Ridley. Podocarpus deflexus ingår i släktet Podocarpus och familjen Podocarpaceae. IUCN kategoriserar arten globalt som starkt hotad. Inga underarter finns listade i Catalogue of Life.